# Mullah Dadullah
Mullah Dadullah eller Dadullah Akhund (1966? – 12. maj 2007) var Talibans øverste militære leder indtil sin død i 2007. Han var etnisk Pashtun fra stammen Kakar i Kandahar-provinsen i Afghanistan.